# Eleições parlamentares no Barém em 2010
As eleições parlamentares bareinitas de 2010 foram realizadas em 23 de outubro no primeiro turno e, em 30 de outubro no segundo turno. O pleito foi boicotado por diversos partidos e movimentos, após denúncias contra o governo de tentar abafar a campanha xiita, de modo que o país é dessa maioria, mas é governado por sunitas.

## Resultados
| Partido | Partido                      | Ideologia              | Assentos |
| ------- | ---------------------------- | ---------------------- | -------- |
|         | Al Wefaq                     | Xiita                  | 18       |
|         | Al Asalah                    | Sunita                 | 3        |
|         | Sociedade Islâmica Al-Menbar | Sunita                 | 2        |
|         | Independentes                | Vários (todos sunitas) | 17       |
|         | Total                        | Total                  | 40       |
|         |                              |                        |          |
| Fonte:  |                              |                        |          |